# Colanthelia
Colanthelia McClure & E.W.Sm. é um género botânico pertencente à família Poaceae, subfamília Bambusoideae, tribo Bambuseae.
Suas espécies ocorrem na América do Sul.

## Espécies
- Colanthelia burchellii (Munro) McClure
- Colanthelia cingulata (McClure & L.B. Sm.) McClure
- Colanthelia distans (Trin.) McClure
- Colanthelia intermedia (McClure & L.B. Sm.) McClure
- Colanthelia lanciflora (McClure & L.B. Sm.) McClure
- Colanthelia macrostachya (Nees) McClure
- Colanthelia rhizantha (Hack.) McClure